# デイブソン・フィゲイレード
デイブソン・フィゲイレード（Deiveson Figueiredo、1987年12月18日 - ）は、ブラジルの男性総合格闘家。パラー州ソウレ出身。チーム・フィゲイレード/ファイト・レディー所属。元UFC世界フライ級王者。UFC世界バンタム級ランキング6位。

## 来歴
パラー州ソウレで牧場を経営する父親の仕事を手伝うため、幼い頃からカウボーイとして働いていた。9歳からレスリングを始める。16歳からユーリ・アルカンタラに師事して総合格闘技のトレーニングを積み、高校へ通うため州都のベレンへ移り、カポエイラを習い始めた。
2012年に総合格闘技プロデビュー。ジャングル・ファイト等に参戦し、11連勝を飾った。

### UFC
2017年6月3日、UFC初参戦となったUFC 212でマルコ・ベルトランと対戦し、2R終了時にコーナーストップでTKO勝ち。
2018年8月25日、UFC Fight Night: Gaethje vs. Vickでフライ級ランキング6位のジョン・モラガと対戦。2Rに左ボディーブローでダウンを奪い、パウンドでTKO勝ち。
2019年3月23日、UFC Fight Night: Thompson vs. Pettisでフライ級ランキング1位のジュシー・フォルミーガと対戦し、0-3の判定負け。キャリア初黒星を喫した。
2019年7月27日、UFC 240でフライ級ランキング3位のアレッシャンドリ・パントージャと対戦し、3-0の判定勝ち。ファイト・オブ・ザ・ナイトを受賞した。
2019年10月12日、UFC Fight Night: Joanna vs. Watersonでフライ級ランキング6位のティム・エリオットと対戦し、タックルに合わせたカウンターのギロチンチョークで1R一本勝ち。
2020年2月29日、UFC Fight Night: Benavidez vs. FigueiredoのUFC世界フライ級王座決定戦でフライ級ランキング1位のジョセフ・ベナビデスと対戦。2Rに右ストレートでダウンを奪い、パウンドでTKO勝ちを収めるも、フィゲイレードは前日の計量で127.5ポンドとフライ級タイトルマッチのリミットから2.5ポンドの体重超過をしたため、王座獲得の権利を剥奪された。なお、フィゲイレードは試合に向けて24ポンド（約11kg）の減量を強いられ、減量中に脱水症状の兆候である腎臓と胃の痛みが出たため、健康面を考えて減量を中止せざるを得なかったと語っている。

#### UFC世界王座獲得
2020年7月19日、UFC Fight Night: Figueiredo vs. Benavidez 2のUFC世界フライ級王座決定戦でフライ級ランキング2位のジョセフ・ベナビデスとダイレクトリマッチを行う。開始早々右フックでダウンを奪うと、その後も立て続けに右フックで2度ダウンを奪い、最後はリアネイキドチョークでベナビデスを絞め落として1R一本勝ち。王座獲得に成功し、パフォーマンス・オブ・ザ・ナイトを受賞した。なお、7月11日にフィゲイレードが新型コロナウイルスの陽性となり出場が危ぶまれたが、その後3度行われた検査は全て陰性であったため、大会数日前に出場が許可された。
2020年11月21日、UFC 255のUFC世界フライ級タイトルマッチでフライ級ランキング4位の挑戦者アレックス・ペレスと対戦し、ギロチンチョークで1R一本勝ち。王座の初防衛に成功した。当初は元UFC世界バンタム級王者のコーディ・ガーブラントが対戦相手であったが、ガーブラントが上腕二頭筋の負傷により10月2日に試合を欠場したため、ペレスとの対戦に変更された。
前戦から僅か3週間後の2020年12月12日、UFC 256のUFC世界フライ級タイトルマッチでフライ級ランキング1位の挑戦者ブランドン・モレノと対戦し、3Rにフィゲイレードが反則であるローブローを放ち1ポイントの減点を受けるが、フルラウンドに渡る死闘を繰り広げて1-0（48-46、47-47、47-47）の5R判定ドロー。ファイト・オブ・ザ・ナイトを受賞し、試合後記者会見で、UFC代表のダナ・ホワイトは「フライ級史上最高の試合だった」とこの試合を称賛した。

#### 世界王座陥落
2021年6月12日、UFC 263のUFC世界フライ級タイトルマッチでフライランキング1位の挑戦者ブランドン・モレノと再戦し、リアネイキドチョークで3R一本負け。王座から陥落した。

#### UFC世界王座再獲得
2022年1月22日、UFC 270のUFC世界フライ級タイトルマッチで王者ブランドン・モレノに挑戦。一進一退の打撃戦を繰り広げ、パンチで3度のダウンを奪い3-0（48-47、48-47、48-47）の5R判定勝ち。王座奪還に成功し、ファイト・オブ・ザ・ナイトを受賞した。

#### 世界王座陥落
2023年1月21日、UFC 283のUFC世界フライ級王座統一戦で暫定王者ブランドン・モレノと4度目の対戦を行う。3Rにモレノの左フックがフィゲイレードの右目にヒットし、3R終了時に右目が塞がったためドクターストップでTKO負け。王座統一に失敗するとともに正規王座から陥落し、モレノとの戦績を1勝2敗1分とした。試合後のインタビューでバンタム級への転向を表明した。
2023年12月2日、バンタム級転向初戦となったUFC on ESPN: Dariush vs. Tsarukyanでバンタム級ランキング8位のロブ・フォントと対戦し、3-0の判定勝ち。
2024年4月13日、UFC 300で元UFC世界バンタム級王者コーディ・ガーブラントと対戦し、リアネイキドチョークで2R一本勝ち。
2024年8月3日、UFC on ABC: Sandhagen vs. Nurmagomedovでバンタム級ランキング4位のマルロン・ヴェラと対戦し、3Rに右ストレートでヴェラからキャリア初のダウンを奪い3-0の判定勝ち。バンタム級転向後3連勝となった。
2024年11月23日、UFC Fight Night: Yan vs. Figueiredoでバンタム級ランキング3位の元UFC世界バンタム級王者ピョートル・ヤンと対戦し、0-3の5R判定負け。

## 人物・エピソード
- プロ総合格闘家になる以前は寿司職人、美容師、レンガ職人として働いていた[22]。また、カウボーイとして働いていた経験もあり、キャリア初期のファイトマネーで水牛を購入しフェルディナンドと名付けている。
- チーム・アルファメールを離脱後は、母国ブラジルのベレンに自身のジム「チーム・フィゲイレード」（Team Figueiredo）を設立した[23]。
- 同じく総合格闘家でUFCに参戦しているフランシスコ・フィゲイレードは実弟[24]。
- 既婚者であり、男児を一人もうけている。

## 戦績
| 総合格闘技 戦績 | 総合格闘技 戦績 | 総合格闘技 戦績 | 総合格闘技 戦績 | 総合格闘技 戦績 | 総合格闘技 戦績 | 総合格闘技 戦績 |
| --------------- | --------------- | --------------- | --------------- | --------------- | --------------- | --------------- |
| 30 試合         | (T)KO           | 一本            | 判定            | その他          | 引き分け        | 無効試合        |
| 24 勝           | 9               | 9               | 6               | 0               | 1               | 0               |
| 5 敗            | 2               | 1               | 2               | 0               | 1               | 0               |

| 勝敗 | 対戦相手                         | 試合結果                                 | 大会名                                                                    | 開催年月日     |
| ×    | コーリー・サンドヘイゲン         | 2R 4:08 TKO（膝の負傷）                  | UFC on ESPN 67: Sandhagen vs. Figueiredo                                  | 2025年5月3日   |
| ×    | ピョートル・ヤン                 | 5分5R終了 判定0-3                        | UFC Fight Night: Yan vs. Figueiredo                                       | 2024年11月23日 |
| ○    | マルロン・ヴェラ                 | 5分3R終了 判定3-0                        | UFC on ABC 7: Sandhagen vs. Nurmagomedov                                  | 2024年8月3日   |
| ○    | コーディ・ガーブラント           | 2R 4:02 リアネイキドチョーク             | UFC 300: Pereira vs. Hill                                                 | 2024年4月13日  |
| ○    | ロブ・フォント                   | 5分3R終了 判定3-0                        | UFC on ESPN 52: Dariush vs. Tsarukyan                                     | 2023年12月2日  |
| ×    | ブランドン・モレノ               | 3R 5:00 TKO（ドクターストップ）          | UFC 283: Teixeira vs. Hill 【UFC世界フライ級王座統一戦】                  | 2023年1月21日  |
| ○    | ブランドン・モレノ               | 5分5R終了 判定3-0                        | UFC 270: Ngannou vs. Gane 【UFC世界フライ級タイトルマッチ】               | 2022年1月22日  |
| ×    | ブランドン・モレノ               | 3R 2:26 リアネイキドチョーク             | UFC 263: Adesanya vs. Vettori 2 【UFC世界フライ級タイトルマッチ】         | 2021年6月12日  |
| △    | ブランドン・モレノ               | 5分5R終了 判定1-0                        | UFC 256: Figueiredo vs. Moreno 【UFC世界フライ級タイトルマッチ】          | 2020年12月12日 |
| ○    | アレックス・ペレス               | 1R 1:57 ギロチンチョーク                 | UFC 255: Figueiredo vs. Perez 【UFC世界フライ級タイトルマッチ】           | 2020年11月21日 |
| ○    | ジョセフ・ベナビデス             | 1R 4:48 リアネイキドチョーク             | UFC Fight Night: Figueiredo vs. Benavidez 2 【UFC世界フライ級王座決定戦】 | 2020年7月19日  |
| ○    | ジョセフ・ベナビデス             | 2R 1:54 TKO（右ストレート→パウンド）     | UFC Fight Night: Benavidez vs. Figueiredo 【UFC世界フライ級王座決定戦】   | 2020年2月29日  |
| ○    | ティム・エリオット               | 1R 3:08 ギロチンチョーク                 | UFC Fight Night: Joanna vs. Waterson                                      | 2019年10月12日 |
| ○    | アレッシャンドリ・パントージャ   | 5分3R終了 判定3-0                        | UFC 240: Holloway vs. Edgar                                               | 2019年7月27日  |
| ×    | ジュシー・フォルミーガ           | 5分3R終了 判定0-3                        | UFC Fight Night: Thompson vs. Pettis                                      | 2019年3月23日  |
| ○    | ジョン・モラガ                   | 2R 3:08 TKO（左ボディーブロー→パウンド） | UFC Fight Night: Gaethje vs. Vick                                         | 2018年8月25日  |
| ○    | ジョセフ・モラレス               | 2R 4:34 TKO（左フック→パウンド）         | UFC Fight Night: Machida vs. Anders                                       | 2018年2月3日   |
| ○    | ジャレッド・ブルックス           | 5分3R終了 判定2-1                        | UFC Fight Night: Brunson vs. Machida                                      | 2017年10月28日 |
| ○    | マルコ・ベルトラン               | 2R終了時 TKO（コーナーストップ）         | UFC 212: Aldo vs. Holloway                                                | 2017年6月3日   |
| ○    | リカルド・エドゥアルド・シウバ   | 1R 1:20 肩固め                           | Salvaterra Marajó Fight 5                                                 | 2016年12月1日  |
| ○    | デニス・オリヴェイラ・フォンテス | 2R 2:56 KO（右バックブロー→パウンド）    | Jungle Fight 90                                                           | 2016年9月3日   |
| ○    | アントニオ・エンリケ・サントス   | 1R 2:25 ギロチンチョーク                 | Jungle Fight 87                                                           | 2016年5月21日  |
| ○    | ライネル・シウバ                 | 2R 3:20 TKO（パンチ連打）                | Jungle Fight 75                                                           | 2014年12月18日 |
| ○    | ホアン・ネト・シウバ             | 1R 2:18 TKO（パンチ連打）                | Coalizao Fight 4: Mondragon vs. Gallotti                                  | 2014年11月13日 |
| ○    | ジョエル・シウバ                 | 1R 3:30 KO（パンチ）                     | Coalizao Fight Night                                                      | 2014年8月7日   |
| ○    | エドヴァルド・ジュニオール       | 1R 4:55 ギロチンチョーク                 | Jurunense Open Fight MMA 8                                                | 2014年7月3日   |
| ○    | アダイウトン・ペレイラ           | 5分3R終了 判定3-0                        | Lago da Pedra Fight                                                       | 2014年5月1日   |
| ○    | ダヴィド・ライムンド・シウバ     | 1R 0:53 ギロチンチョーク                 | Jurunense Open Fight MMA 7                                                | 2014年3月20日  |
| ○    | ジョナス・フェレイラ             | 1R 2:04 TKO（パンチ連打）                | Amazon Fight 18: Santa Izabel                                             | 2012年8月11日  |
| ○    | アルイシオ・フェレイラ           | 1R 3:02 腕ひしぎ十字固め                 | Knock Out Combat Icoaraci 3                                               | 2012年2月17日  |

## 獲得タイトル
- Salvaterra Marajó Fight 57kg級王座（2016年）
- 第3代UFC世界フライ級王座（2020年）
- 第5代UFC世界フライ級王座（2022年）

## 表彰
- UFC ファイト・オブ・ザ・ナイト（3回）
- UFC パフォーマンス・オブ・ザ・ナイト（1回）
- MMA Fighting ファイター・オブ・ザ・イヤー（2020年）
- SHERDOG ファイター・オブ・ザ・イヤー（2020年）